# 5953 Shelton
5953 Shelton eller 1987 HS är en asteroid i huvudbältet som upptäcktes den 25 april 1987 av det amerikanska astronom paret Eugene M. och Carolyn S. Shoemaker vid Palomar-observatoriet. Den är uppkallad efter den kanadensiske astronomen Ian Shelton.
Den tillhör asteroidgruppen Phocaea.